# Pentaphragma viride
Pentaphragma viride är en tvåhjärtbladig växtart som beskrevs av Otto Stapf och M. L. Green. Pentaphragma viride ingår i släktet Pentaphragma och familjen Pentaphragmataceae. Inga underarter finns listade i Catalogue of Life.